# Франсуа де Бурбон, граф д’Энгиен
Франсуа де Бурбон, граф д’Энгиен (фр. François de Bourbon, comte d’Enghien; 23 сентября 1519, Ла-Фер — 23 февраля 1546, Ла-Рош-Гийон, метрополия Франции) — французский аристократ, принц крови из рода Бурбонов, полководец Итальянских войн.

## Происхождение
Франсуа де Бурбон — второй сын Карла IV де Бурбона и Франсуазы д’Алансон. Антуан Наваррский и принц Луи де Конде приходились ему родными братьями, а король Франции Генрих IV — племянником.

## Биография
С началом войны 1542—1546 годов граф Энгиенский был назначен губернатором Пьемонта и Лангедока, а также командующим французским флотом. В 1543 году при помощи Хайр-эд-Дина Барбароссы он взял Ниццу, а 11 апреля 1544 года разбил имперцев в битве при Черезоле. Однако вскоре армия графа Энгиенского была ослаблена (Франциск I отозвал часть войск на север), и развить успех на итальянском театре военных действий не удалось.
Франсуа де Бурбон скоропостижно скончался 23 февраля 1546 года в результате несчастного случая — падения тяжёлого сундука — в замке Ла-Рош-Гийон близ Манта.
Франсуа де Бурбон не был женат и не оставил законного потомства.